# Aspen, Botkyrka kommun
Aspen är en insjö i Botkyrka kommun. Sedan början av 1950-talet är sjön delad i en nordlig och en sydlig del av vägbanken för Södertäljevägen (motorvägen E4/E20). Vid Aspen märks tre stora egendomar: Lindhovs gård med anor från 1600-talet, Skrävsta gård och Hågelby gård som uppfördes åren 1911-22 på initiativ av telefonfabrikören Lars Magnus Ericsson. Vid norra delen av Aspen ligger Hammarby prästgård och Asptunaanstalten. På en skogbeväxt halvö vid Aspens östra strand ligger Ekholmens naturreservat. Med undantag för den moderna Södertäljevägens ingrepp i norr är landskapet kring Aspen med gårdar, torp, vägar och åkerholmar är i stort sett oförändrat sedan 1800-talet. Aspen ingår tillsammans med Bornsjön i riksintresset för kulturmiljövården Bornsjön.

## Historik
Under stenåldern låg Aspen i det dåtida havet. Genom landhöjningen lyftes Aspen för 4000 år sedan ur bronsålderns hav. Det var en bra miljö och bronsålderns boplatser återfinns runt sjön, liksom gravrösen från den tiden. För ca. 1000 år sedan var området koloniserat och järnålderns gårdar låg vid sjön. Vid dagens ridskola fanns byn Skrävsta, på västra sidan om sjön vid Lindhov låg också en by och där Hågelby gård ligger idag fanns en tredje by med namn Hogslaby, där har man rekonstruerat en järnåldersby. Gravfält från denna tid är bevarade i hela området.
Norr om sjön ringlade Göta landsväg förbi, senare utbyggd till Riksväg 1. Nuvarande motorvägen E4/E20 drogs något längre söderut än den gamla färdvägen och delar Aspen i en mindre norra och en större södra del.

## Lindhovs gård
Lindhovs gård ligger vid västra stranden av Aspen. Gården var ursprungligen ett gods med rötter från 1600-talet. Själva huvudbyggnaden restes möjligen på en 1600-tals grund. Dagens utseende härrör från 1700-talet. Det rör sig om en enplansbyggnad med brutet och valmat sadeltak flankerad av två flygelbyggnader. Liksom huvudbyggnaden är de timrade och gulmålade. I gårdsmiljön ingår även äldre arbetarbostäder samt flera ekonomibyggnader. Enligt Stockholms läns museum ingår Lindhov i ett större område av riksintresse. Sedan år 2011 drivs Lindhov av socialpsykiatriska enheten på socialförvaltningen i Botkyrka.

## Hågelby gård
Hågelby gård ligger vid sydöstra sidan av Aspen. Byggnader och parken tillkom under åren 1911-22 på initiativ av telefonfabrikören Lars Magnus Ericsson. Flera av gårdens byggnader konstruerades av armerad betong, som var en nyhet för Sverige. Huvudbyggnaden gestaltades i klassicistisk stil. Enligt en kulturhistorisk värdering och klassificering som utfördes år 2008 av Stockholms läns museum uppfyller de flesta byggnader kraven för "Särskilt värdefull byggnad enligt kap 3 § 12 PBL". Idag är Hågelby Botkyrka kommuns folkpark.

## Skrävsta gård
Skrävsta gård ligger strax norr om Hågelby gård. Området har talrika fynd efter bosättningar från brons- och äldre järnåldern. Under yngre järnåldern hade bebyggelsen samlats vid Skrävsta bytomt och intilliggande Hågelby. Skrävsta gårds nuvarande läge intill Aspen daterar sig från 1944. Ekonomibyggnaderna disponeras numera av Botkyrka Ridsällskap och nyttjas som ridskola. Huvudbyggnaden är i privat ägo. Området kring Skrävsta och Hågelby har i stora drag bevarat odlingslandskapets utseende sedan mitten av 1600-talet och har av Stockholms läns museum klassificerats som riksintresse.

### Bilder, gårdarna

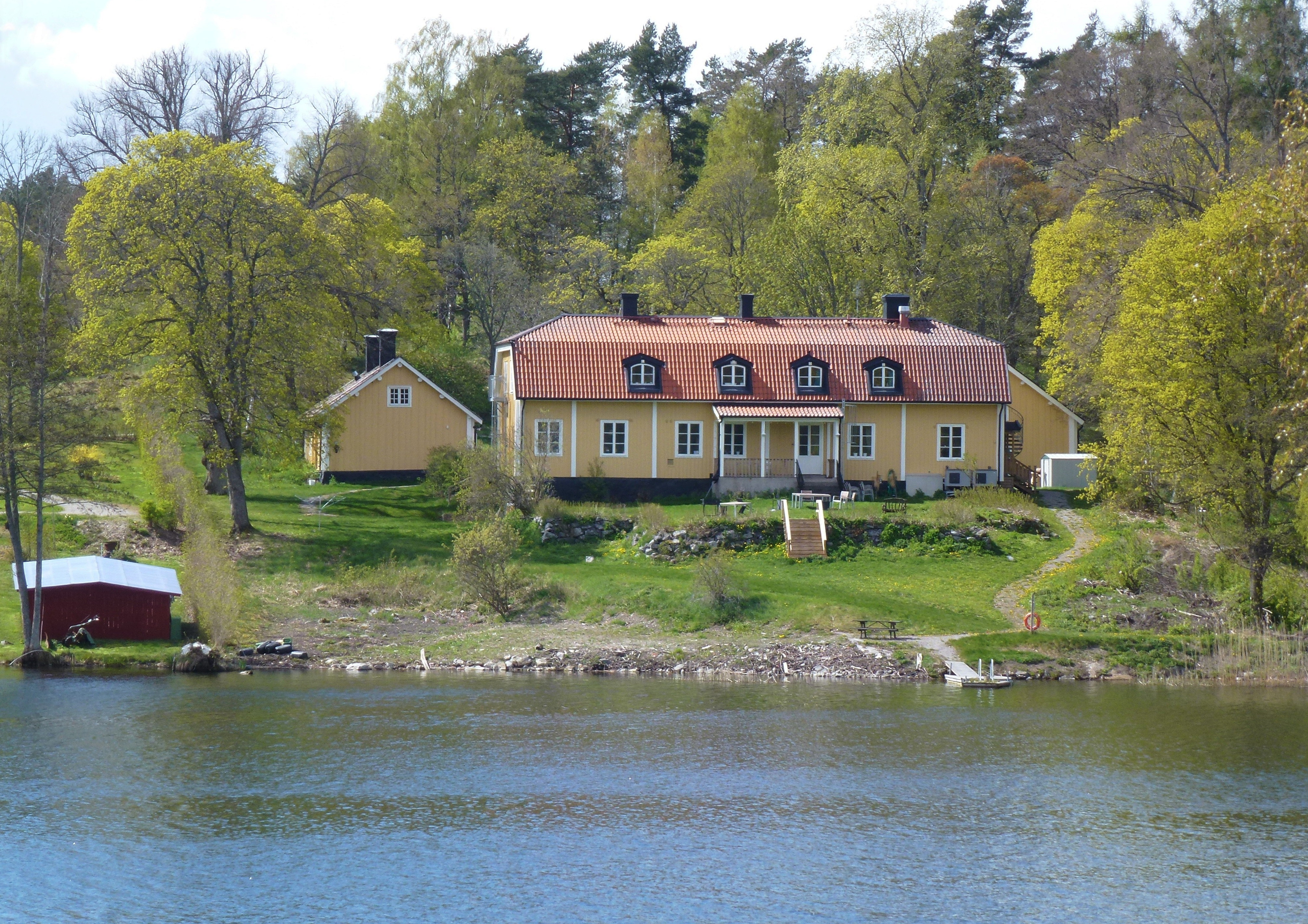
Lindhovs gård
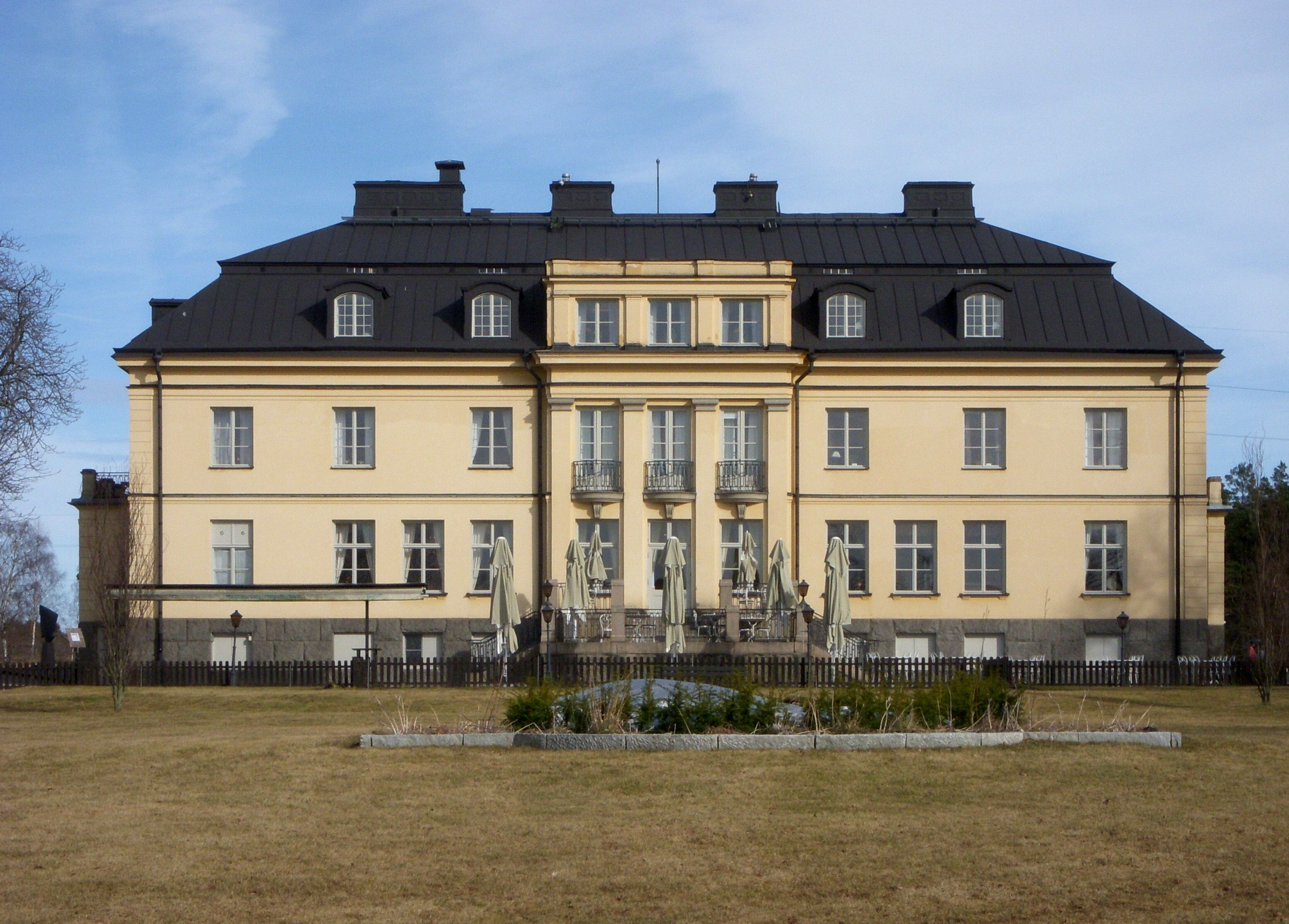
Hågelby gård
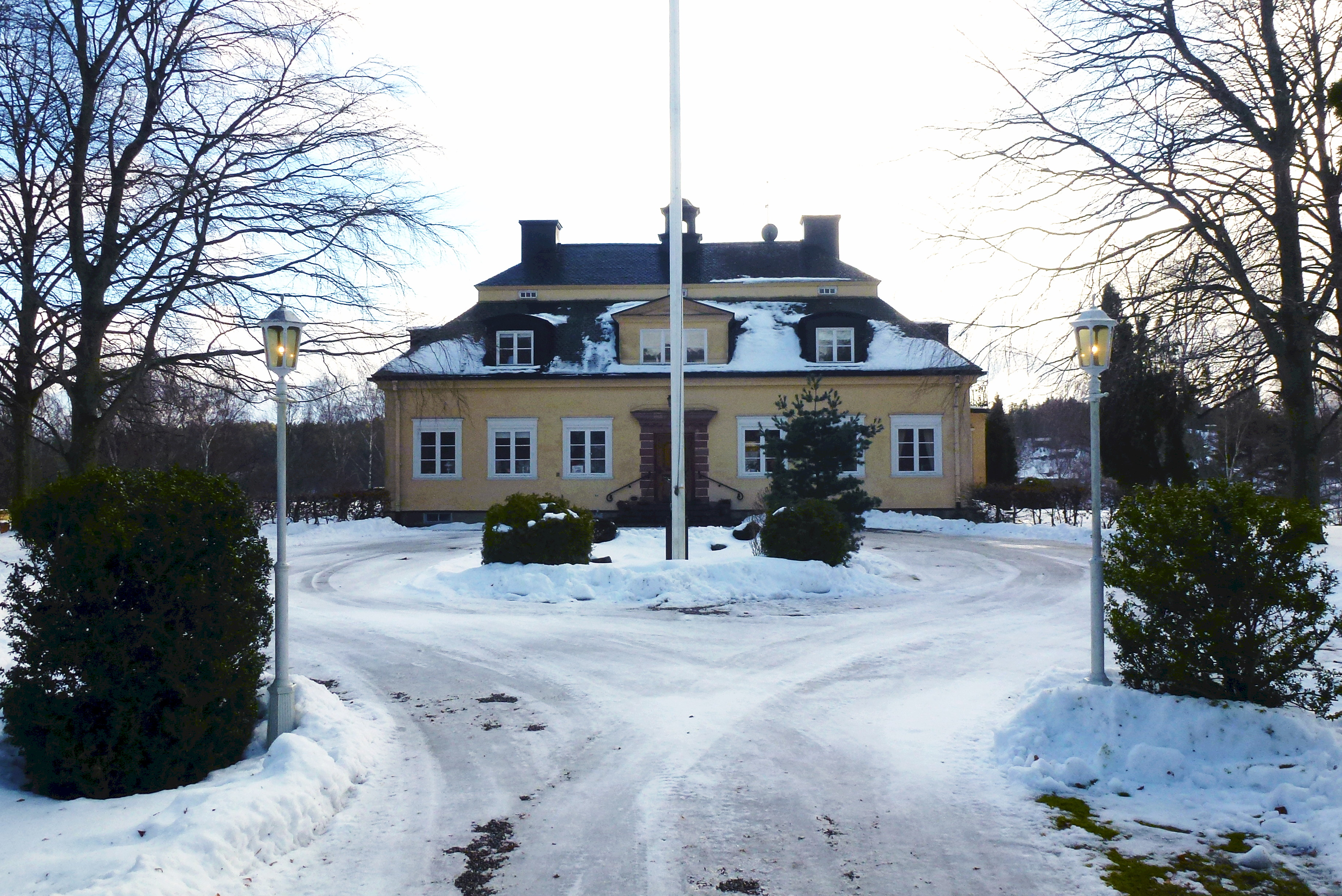
Skrävsta gård
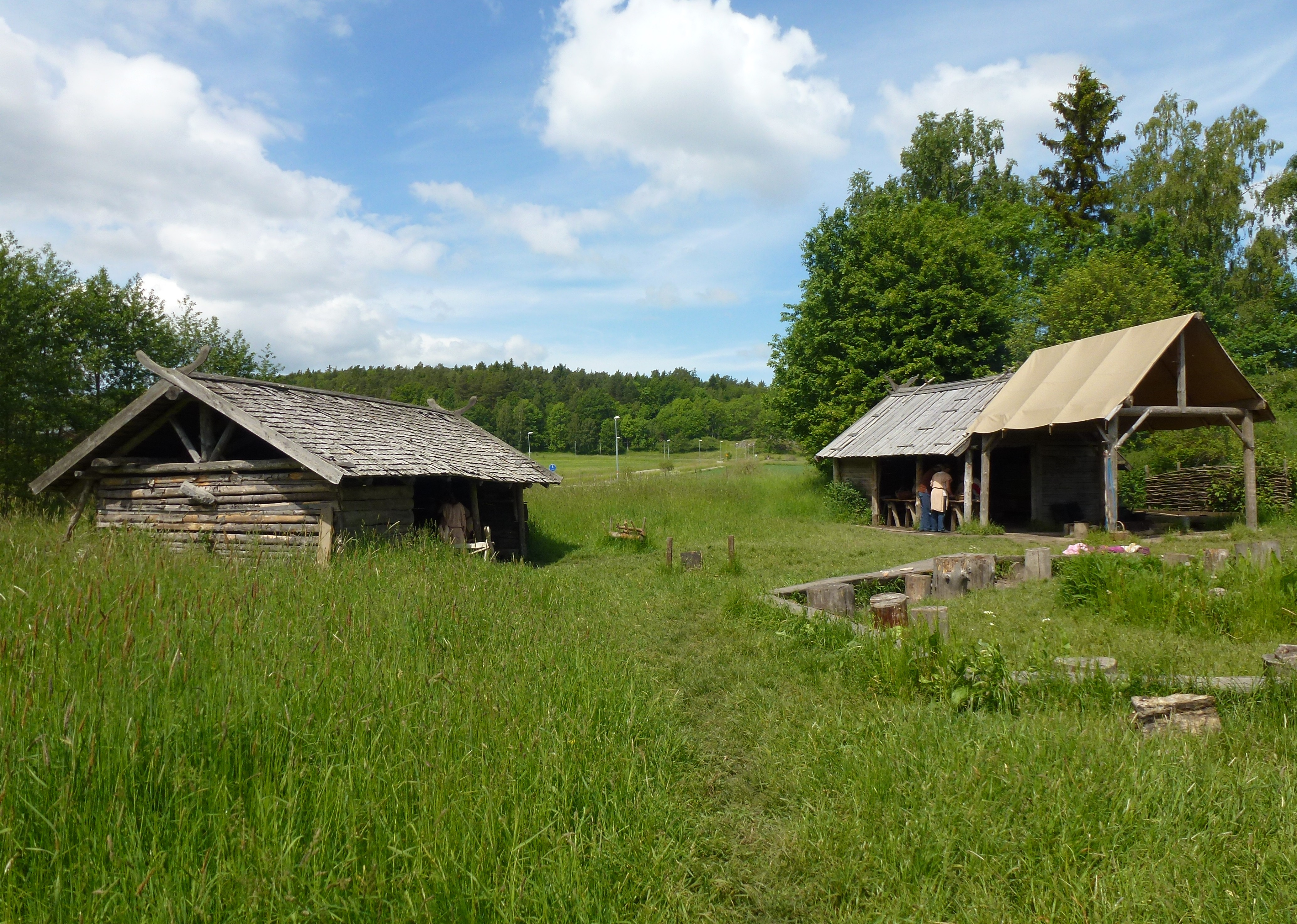
Hogslaby

## Naturstigen runt Aspen
Runt sjöns södra del går en kultur- och naturstig på cirka sju kilometers längd. Stigen leder förbi Hogslaby, Skrävsta, Ekholmens naturreservat, Lindhov och Hågelby. Längst i norr tangerar den motorvägen E4/E20 (Södertäljevägen). Långa sträckor går leden över gångbryggor av trä, högt över sumpmarken. Längs stigen finns både omväxlande natur, grill- och rastplatser samt spår av människans mycket långa historia här.

### Bilder runt Aspen

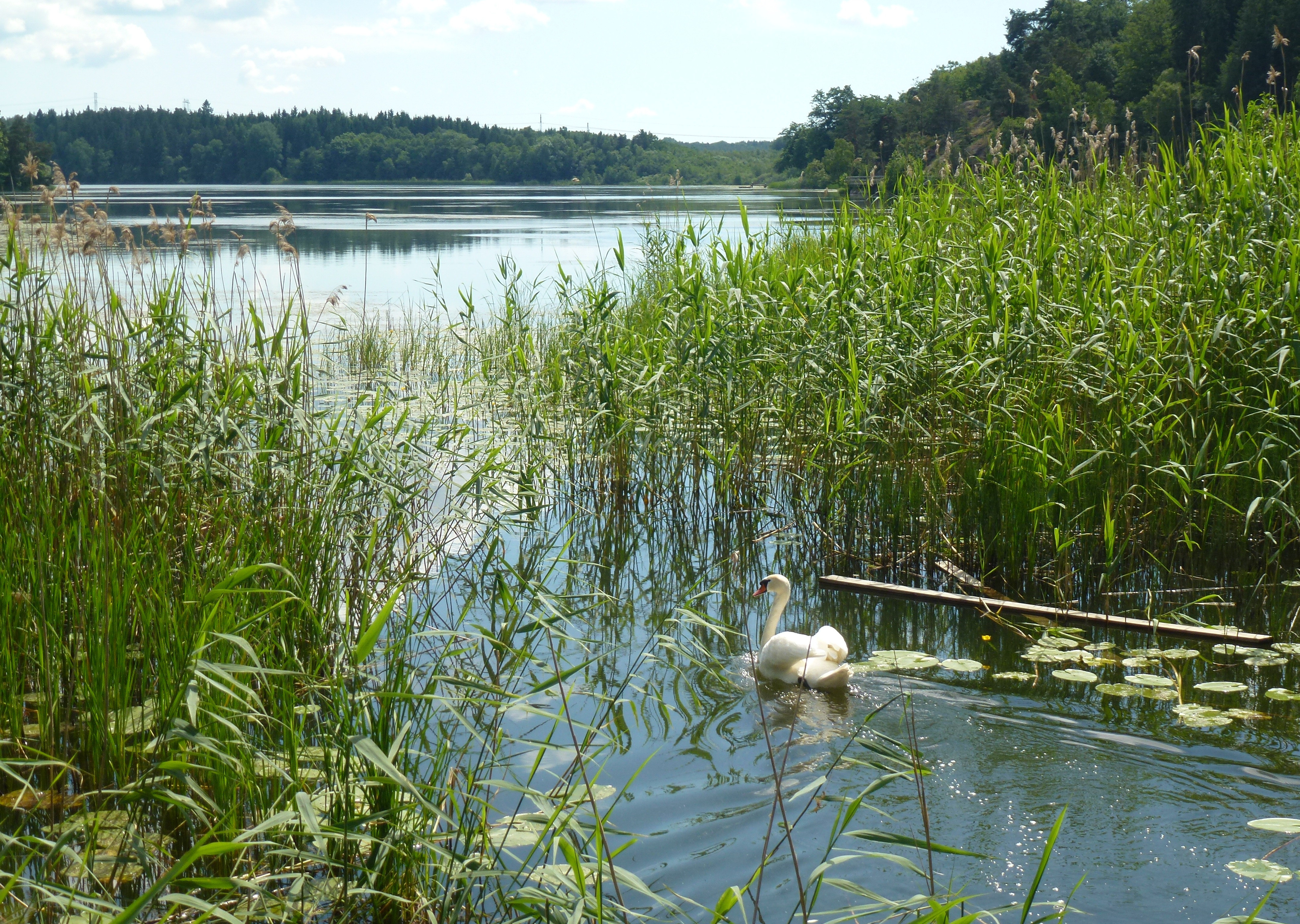
Vid sundet mellan norra och södra delen, vy mot syd
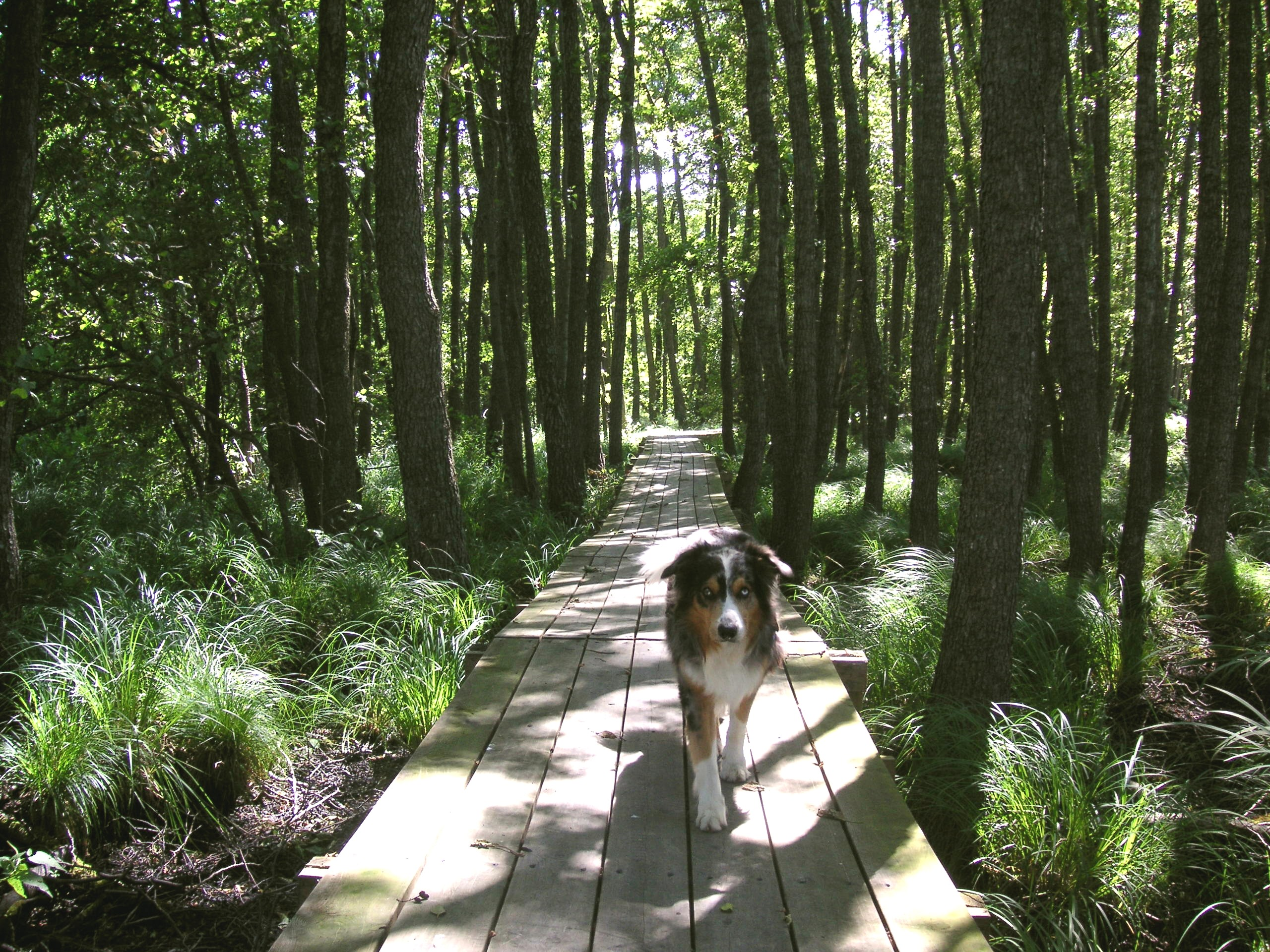
Promenad på spång i sumplövskogen "pelarsalen"
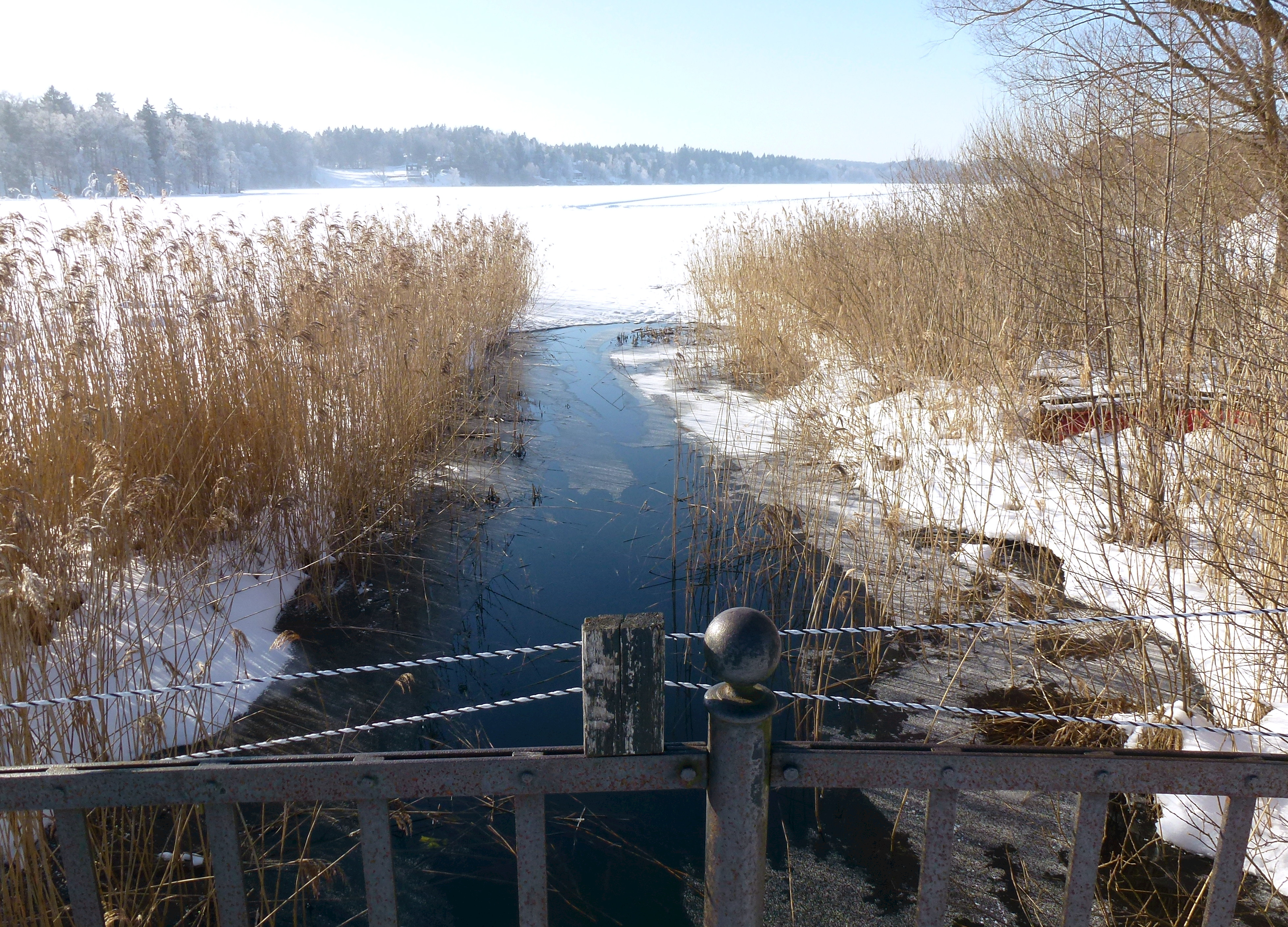
Älvestaåns början i sjön Aspen vid Hågelby
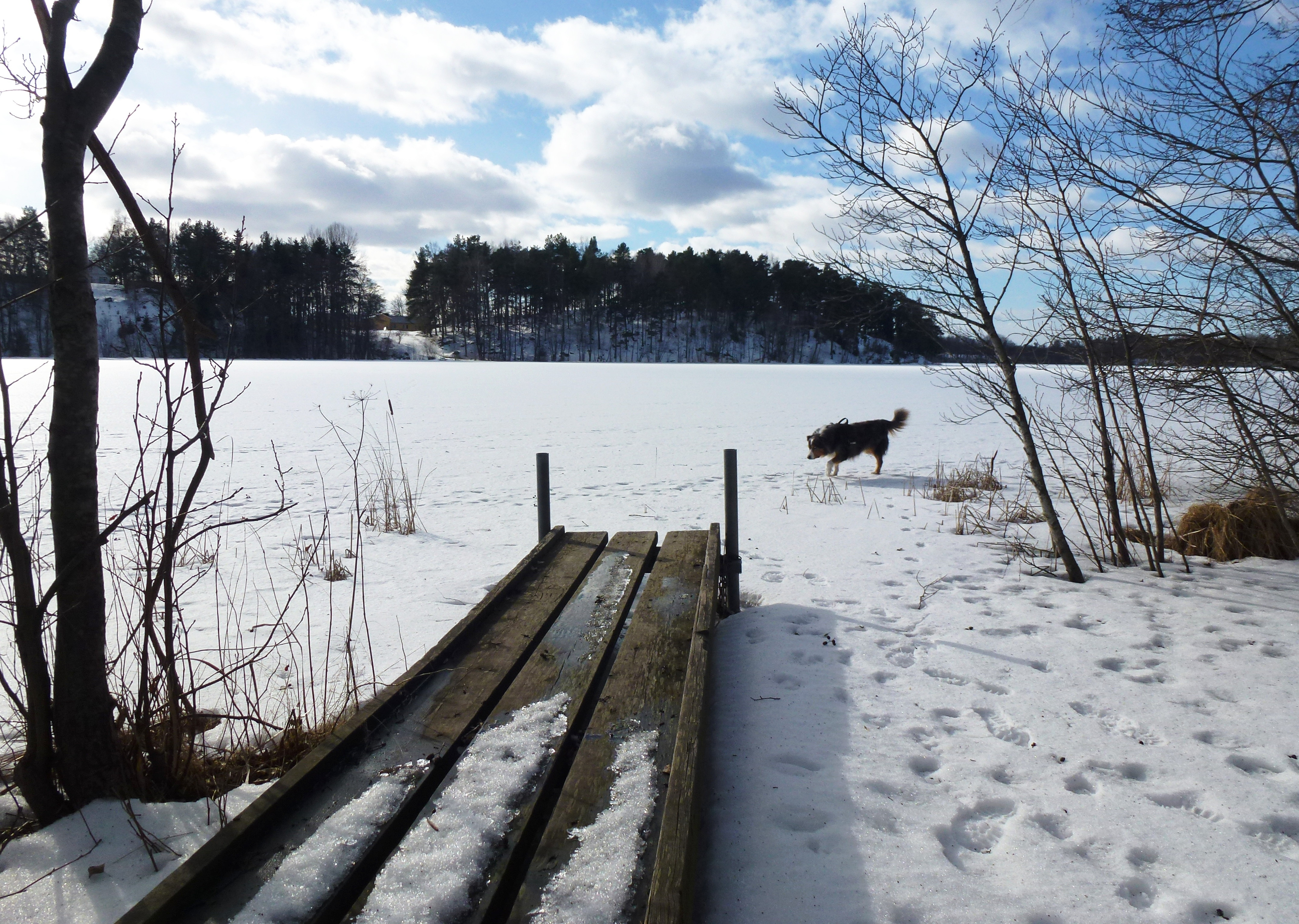
Prästviken med Asptuna i bakgrunden

## Ekholmens naturreservat
Inte långt från Skrävsta gård, på en halvö i Aspen ligger Ekholmens naturreservat och ett Natura 2000-område. Här växer ett 60-tal stora ekar, varav hälften är flera hundra år gamla. I reservatet finns stora fladdermöss och många andra sällsynta djur- och växtarter. Ädellövskogen där ger en uppfattning om bronsålderns varma klimat. Den yttre delen av reservatet har tidigare varit slåtter- och betesmark. I och med reservatsbildningen ska åter djur få gå och beta därför ar området inhägnat. En mycket säregen skogstyp finner man vid Hasselbacken, mittemot Ekholmen, där finns en lövsumpskog av alar som växer på små öar i sumpmarken. Ljuset silar ner genom en "pelarsal" av grå stammar.

### Bilder, Ekholmens naturreservat

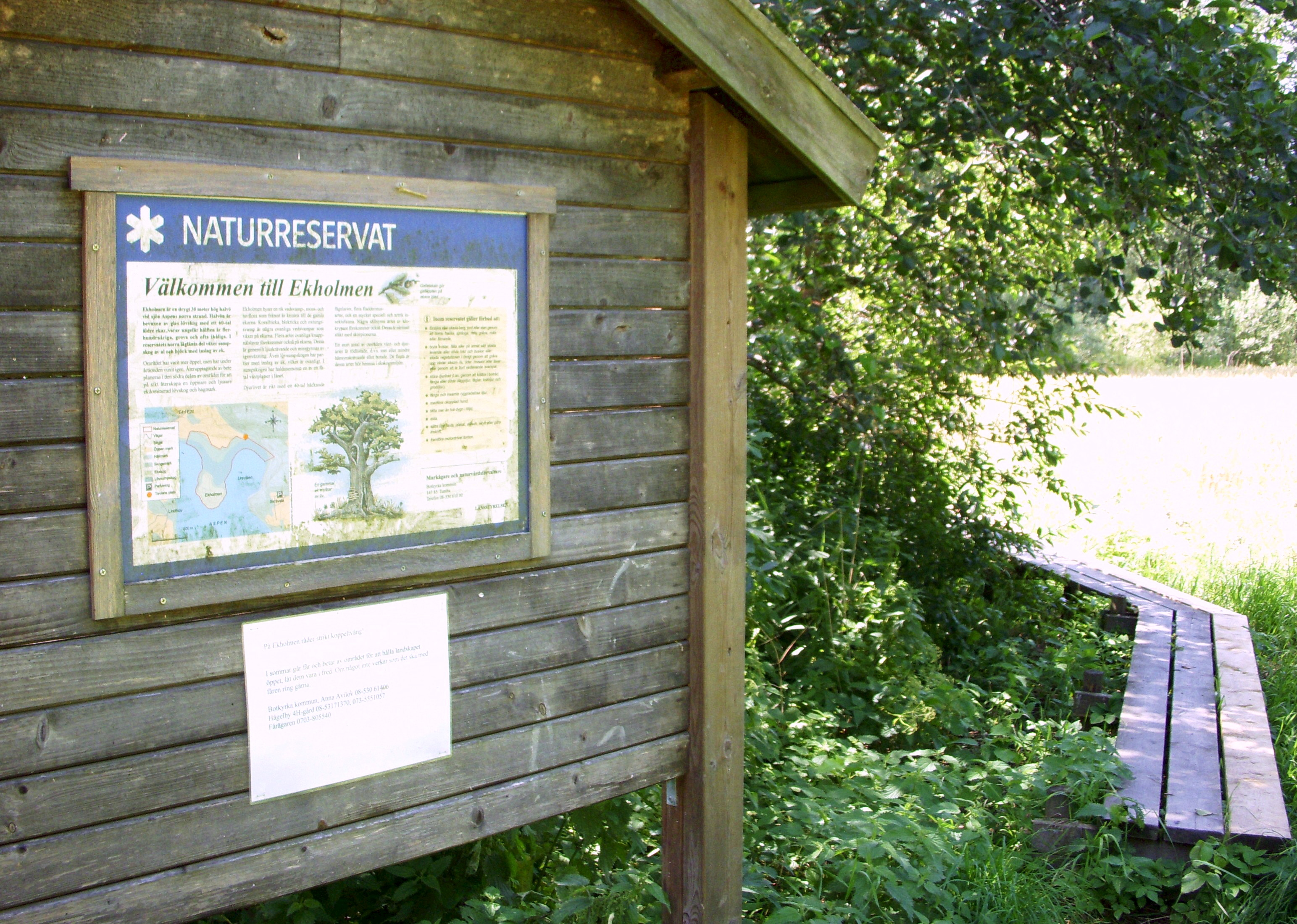
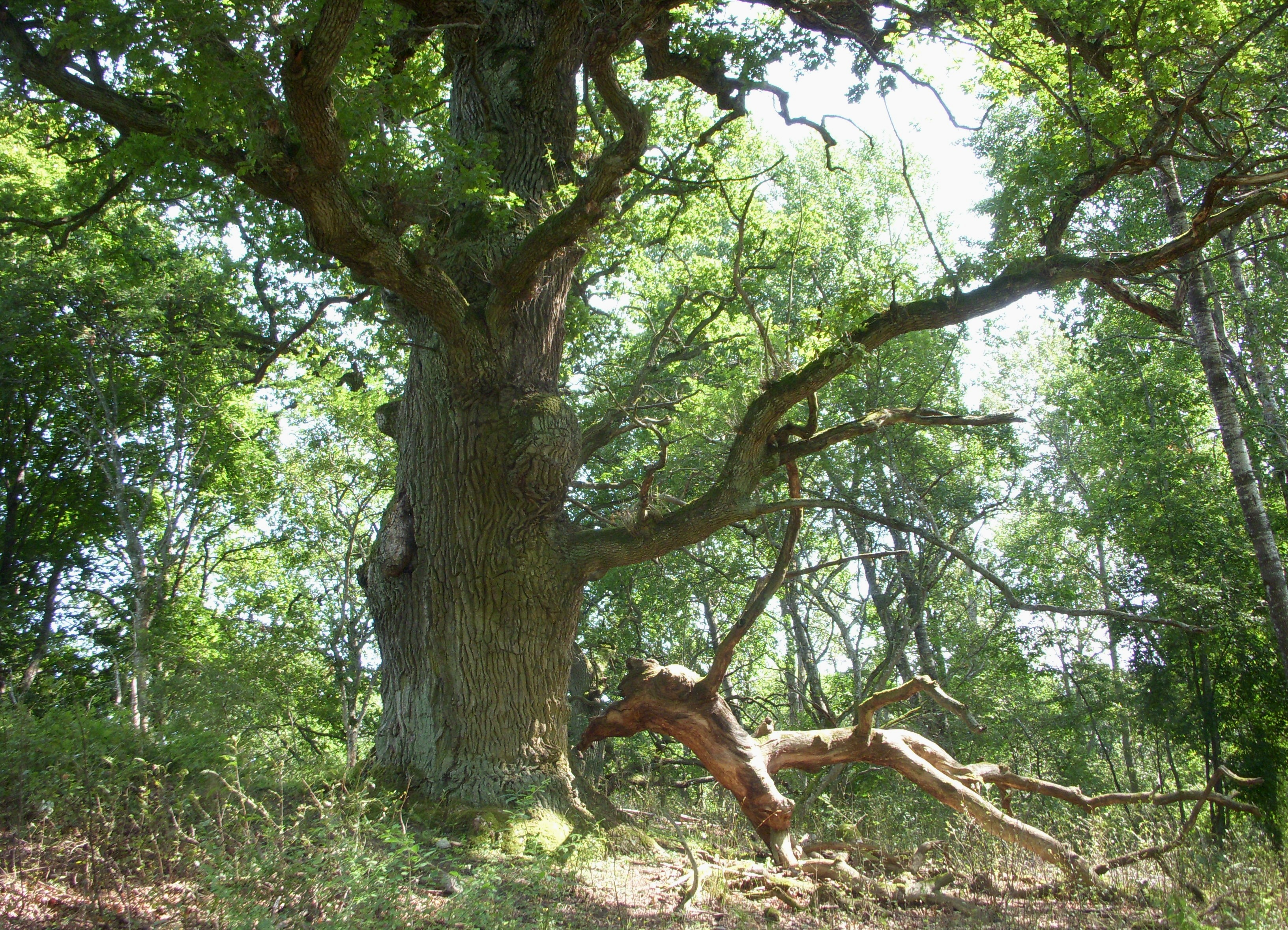
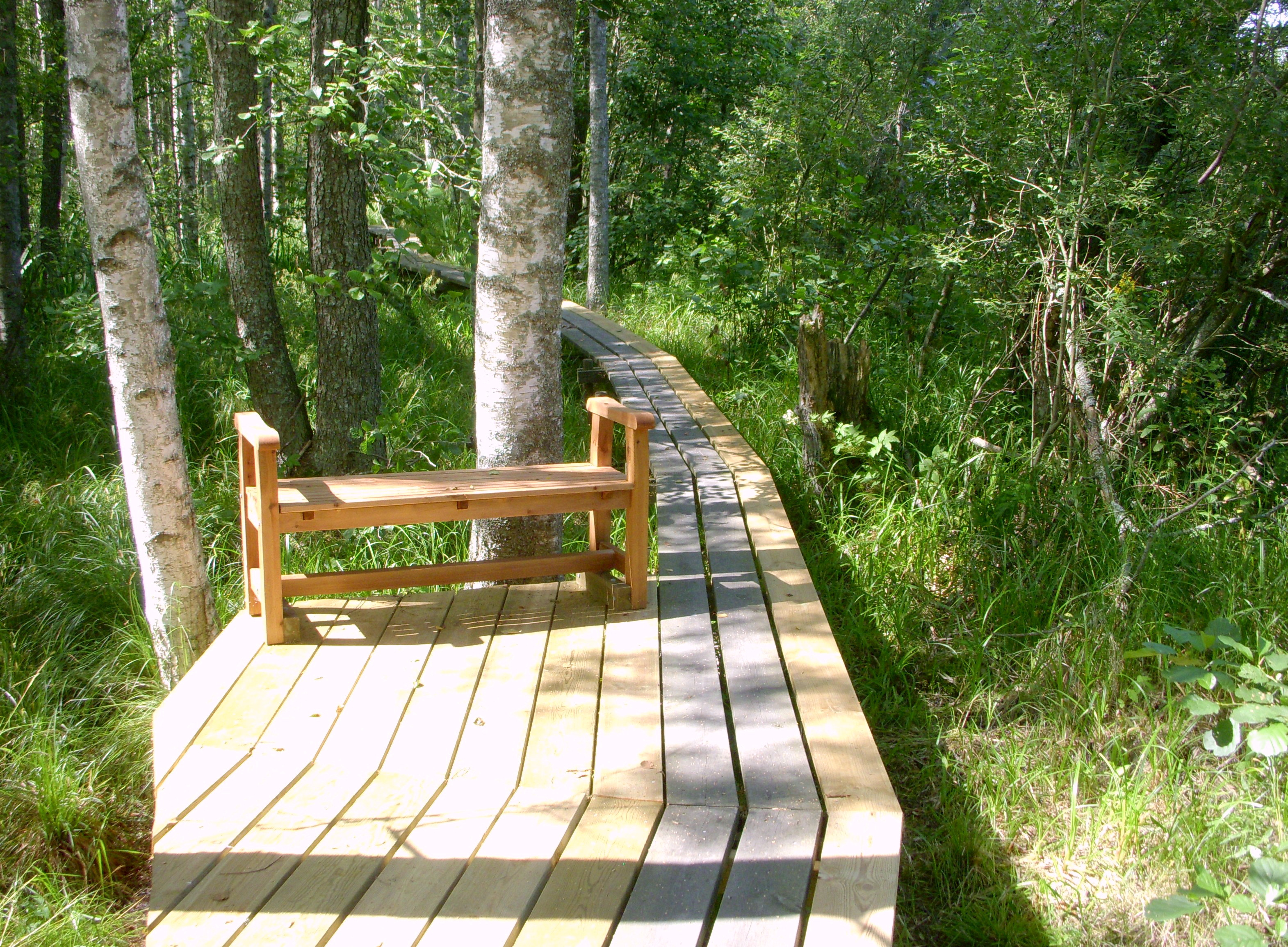
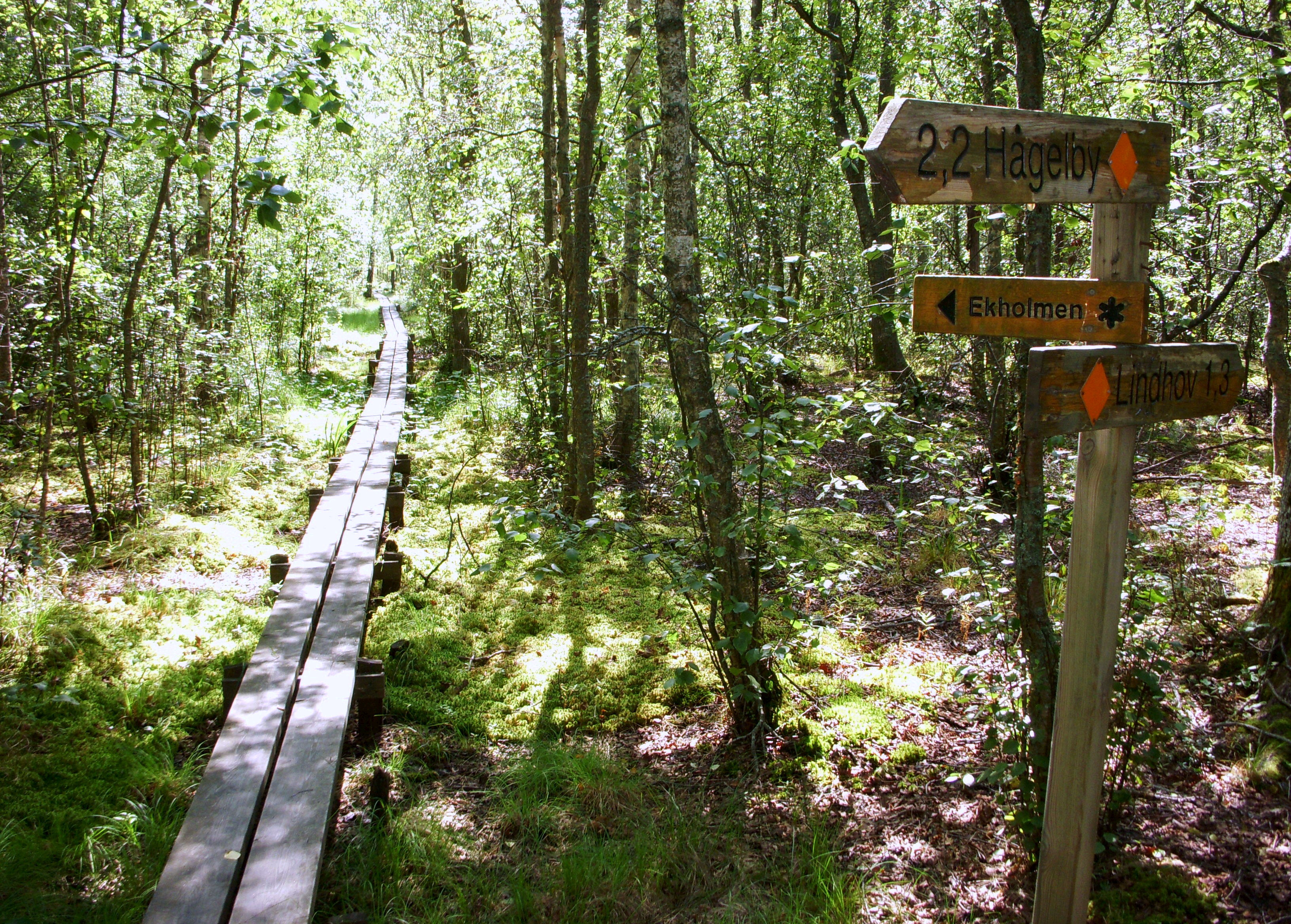

## Delavrinningsområde
Aspen ingår i delavrinningsområde (656896-161449) som SMHI kallar för Utloppet av Aspen. Medelhöjden är 31 meter över havet och ytan är 8,58 kvadratkilometer. Det finns inga avrinningsområden uppströms utan avrinningsområdet är högsta punkten. Älvestaån som avvattnar avrinningsområdet har biflödesordning 3, vilket innebär att vattnet flödar genom totalt 3 vattendrag innan det når havet efter 24 kilometer. Avrinningsområdet består mestadels av skog (36 procent), öppen mark (17 procent) och jordbruk (25 procent). Avrinningsområdet har 1,41 kvadratkilometer vattenytor vilket ger det en sjöprocent på 16,5 procent. Bebyggelsen i området täcker en yta av 0,44 kvadratkilometer eller 5 procent av avrinningsområdet.

## Historiska kartor
| Aspen på Topografiska corpsens karta, 1861 |  | Aspen på häradsekonomiska karta, 1901. |
| Aspen på Topografiska corpsens karta, 1861 |  | Aspen på häradsekonomiska karta, 1901. |